# Medicina tradicional africana
A medicina tradicional africana é uma medicina alternativa que utiliza o fitoterapia indígena e a espiritualidade africana, geralmente envolvendo adivinhos, parteiras e fitoterapeutas. Seus profissionais afirmam ser capazes de tratar várias doenças, como câncer, distúrbios psiquiátricos, pressão alta, cólera, doenças venéreas, epilepsia, asma, eczema, febre, ansiedade, depressão, hiperplasia prostática benigna, infecções, gota; e causar cicatrização de feridas e queimaduras, e até Ébola.
Antes da criação da medicina científica, a medicina tradicional era o sistema médico dominante para milhões de pessoas na África. A chegada dos europeus marcou um ponto de virada na história dessa antiga tradição e cultura. Os medicamentos à base de plantas na África geralmente não são regulamentados. Falta documentação detalhada do conhecimento tradicional, geralmente transmitido oralmente. A identificação incorreta ou o uso indevido de plantas para a cura podem levar a sérios efeitos adversos.

## História

### Época colonial

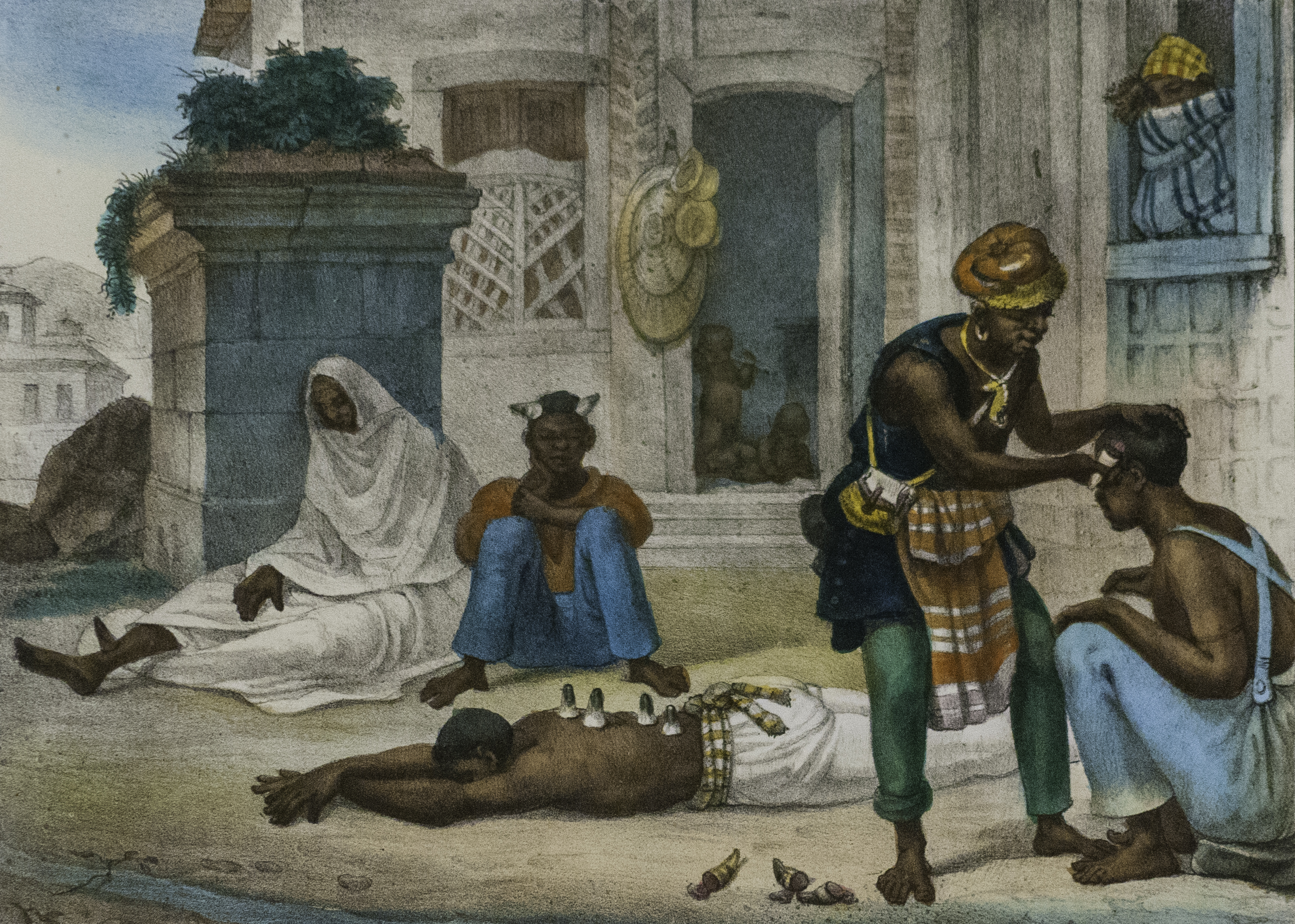
Aplicação de ventosas no Brasil Império (Debret, 1826

No passado, a ciência considerava o conhecimento tradicional e seus métodos primitivos e atrasados. Sob o domínio colonial, os curandeiros tradicionais africanos são proibidos porque muitos países os consideram praticantes de bruxaria e magia e os declaram ilegais às autoridades coloniais, criando assim uma guerra contra aspectos da cultura indígena considerados caindo sob bruxaria. Durante esse período, também foram feitas tentativas para controlar a venda de fitoterápicos.
Após a independência de Moçambique em 1975, essas tentativas de controlar a medicina tradicional chegaram a enviar curandeiros para campos de reeducação. À medida que o colonialismo e o cristianismo se espalhavam pela África, os colonialistas construíram hospitais gerais, os missionários cristãos construíram hospitais particulares, na esperança de combater doenças generalizadas. Pouco é feito para estudar a legitimidade das práticas tradicionais, com muitos estrangeiros acreditando que as práticas médicas indígenas são pagãs e supersticiosas, e só podem ser praticadas adequadamente pela herança de métodos ocidentais, segundo Onwuanibe.
Em tempos de conflito, a oposição tem sido particularmente forte, pois é mais provável que as pessoas usem o sobrenatural. Como resultado, médicos e profissionais de saúde, na maioria dos casos, continuaram fugindo dos curandeiros tradicionais, apesar de sua contribuição para atender às necessidades básicas de saúde da população.

### Período moderno
Desde o início do século XXI, os tratamentos e remédios usados na medicina tradicional africana foram mais bem avaliados pelos pesquisadores de ciências. Os países em desenvolvimento começaram a perceber os altos custos dos modernos sistemas de saúde e as tecnologias necessárias, demonstrando assim a dependência da África deles. Por esse motivo, manifestou-se interesse na integração da medicina tradicional africana nos sistemas nacionais de saúde do continente. Um curandeiro africano adotou esse conceito construindo um hospital de 48 leitos em Kwa-Mhlanga, África do Sul, o primeiro do gênero, combinando métodos tradicionais com homeopatia, iridologia e outros métodos de cura Medicamentos ocidentais, incluindo até medicamentos tradicionais asiáticos. No entanto, a tecnologia altamente sofisticada envolvida na medicina moderna, que está começando a se integrar ao sistema de saúde africano, pode eventualmente destruir valores culturais profundamente arraigados na África.

## Diagnóstico
Os diagnósticos e métodos de tratamento escolhidos na medicina africana tradicional baseiam-se essencialmente em aspectos espirituais, freqüentemente baseados na convicção de que os aspectos psicoespirituais devem ser tratados antes dos aspectos médicos. Na cultura africana, acredita-se que "ninguém fica doente sem razão suficiente". Os praticantes tradicionais veem o "quem" como o último, e não o "o quê", ao localizar a causa e o tratamento de uma doença, e as respostas fornecidas são derivadas das crenças cosmológicas das pessoas. Em vez de procurar as razões médicas ou físicas de uma doença, os curandeiros tradicionais tentam determinar a causa raiz da doença, resultado de um desequilíbrio entre o paciente e seu ambiente social ou mundo espiritual, e não de causas naturais. As causas naturais são consideradas devidas à intervenção de espíritos ou deuses. Por exemplo, a doença pode ser atribuída à culpa da pessoa, da família ou da vila por um pecado ou um ataque moral. A doença surgiria, portanto, do descontentamento dos deuses ou de Deus, por causa de uma ofensa à lei moral universal. Dependendo do tipo de desequilíbrio experimentado pelo indivíduo, será utilizada uma planta de cura apropriada, dependendo de seu significado simbólico e espiritual, bem como de seu efeito medicinal.
Quando uma pessoa fica doente, um praticante tradicional usa encantamentos para estabelecer um diagnóstico. Esses encantamentos dão um aspecto de conexões místicas e cósmicas. A adivinhação é geralmente usada se a doença não é facilmente identificável; caso contrário, a doença pode ser rapidamente diagnosticada e tratada. Se a adivinhação for necessária, o médico aconselhará o paciente a consultar um adivinho que possa diagnosticar e "curar" mais. O contato com o mundo espiritual através da adivinhação geralmente requer não apenas remédios, mas também sacrifício.